# Дивні дива (1 сезон)

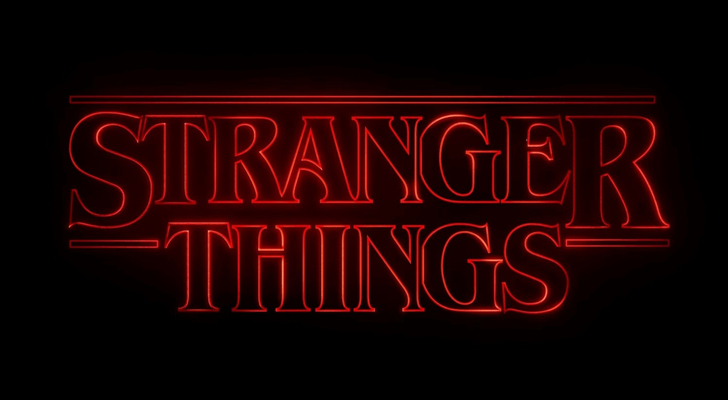

Світова прем'єра першого сезону американського науково-фантастичного драматичного телесеріалу жахів Дивні дива відбулася на потоковому сервісі Netflix 15 липня 2016 року . Серіал був створений братами Даффер, які разом з Шоном Леві та Деном Коеном є виконавчими продюсерами.
У цьому сезоні зіграли Вайнона Райдер, Девід Гарбор, Фінн Вулфгард, Міллі Боббі Браун, Гейтен Матараццо, Калеб Маклафлін, Наталія Даєр, Чарлі Гітон, Кара Буоно та Меттью Модайн, а також Ноа Шнапп, Джо Кірі та Шеннон Персер у другорядним ролях.
Перший сезон отримав загальне визнання, зокрема за оригінальність, візуальні ефекти, гумор та акторську гру (зокрема Райдер, Гарбора, Вулфарда, Браун, Дайер, Гітона та Модіна).

## Сюжет
6 листопада 1983 року в містечку Гокінс, у штаті Індіана, таємничим чином зникає 12-річний Вілл Баєрс. Його друзі Майк Віллер, Дастін Гендерсон і Лукас Сінклер вирушають на пошуки до лісу, та натомість знаходять дивакувату дівчинку. Вона називає себе Одинадцята, тож їй дають коротке ім'я Од. Мати зниклого хлопчика, Джойс, не знаходить собі місця, намагаючись знайти сина. За допомогою вона звертається до начальника поліції Джима Гоппера, який починає розслідування зникнення.
В Од виявляється здатність рухати предмети силою думки. Також вона відчуває, що Вілл перебуває в якомусь темному похмурому місці. Джим припускає, що Вілл міг потрапити на відео з камер спостереження секретної лабораторії біля лісу. Поговоривши з її персоналом, Джим розуміє, що до зникнення причетна урядова організація, котра займається там дослідженнями. До того ж, раніше її вже звинувачували у викраденні дітей. Од розповідає новим друзям, що керівник тієї організації та її названий батько, Мартін Бреннер, ставив над нею жорстокі експерименти аби розвинути паранормальні сили. Тим часом в околицях з'являється хижа істота, котру діти називають демогоргоном.
Брат Вілла, Джонатан, самотужки розшукує зниклого, до нього приєднується сестра Майка – Ненсі, коли так само таємниче зникає її подруга Барбара (її убив демоґорґон). Вони виявляють у лісі наріст плоті. Пролізши крізь нього, Ненсі опиняється в паралельному світі – Вивороті, де її ледве не вбиває демоґорґон. Джойс помічає, що лампи в її будинку блимають і вважає, що це Вілл намагається з нею зв'язатись. В озері знаходять труп хлопчика, проте Джойс не вірить, що це її син. Джим пробирається до моргу, де розкриває, що труп — це муляж.
Бреннер розшукує Одинадцяту та виходить на слід дітей, які виявили її раніше. Джойс із Джимом дізнаються про його експерименти, та вриваються на базу, де виявляють органічну браму у Виворіт. Але їх схоплюють і повертають по домівках. З Гоппером укладають угоду — йому розкривають правду про експерименти в обмін на допомогу в упійманні Одинадцятої. Аби відчути точне розташування Вілла, Од радить створити ванну сенсорної депривації, схожу на ту, в яку її занурював Бреннер. Потім її забирають люди Бреннера, проте Од вдається звільнитись за допомогою друзів і воз'єднатися з Джимом і Джойс. Утрьох вони проходять у Виворіт, де знаходять Вілла, обплутаного корінням, та отямлюють його. Демогоргон переслідує дітей, тоді Од використовує всю свою силу аби знищити чудовисько, але її затягує у Виворіт.
Згодом Вілл видужує після часу, проведеного в паралельному світі, та повертається в компанію друзів. Вони сумують за Од, та Джим переконаний, що дівчинка поряд, тому лишає для неї в лісі ласощі.

## Актори та персонажі

### Головний акторський склад
- Вайнона Райдер — Джойс Баєрс[3]
- Девід Гарбор —  Джим Гоппер[3]
- Фінн Вулфгард — Майк Вілер[4]
- Міллі Боббі Браун[4] — Одинадцять («Од»)
- Гейтен Матараццо — Дастін Хендерсон[4]
- Калеб Маклафлін — Лукас Сінклер[4]
- Наталія Даєр — Ненсі Вілер[4]
- Чарлі Гітон — Джонатан Баєрс[4]
- Кара Буоно — Карен Вілер[5]
- Метью Модайн — Мартін Бреннер[6]
- Ноа Шнапп у ролі Вілла Баєрса.
- Джо Кірі — Стів Гаррінґтон[7][8]

### Повторювані
- Шеннон Персер — Барбара «Барб» Голланд[9]
- Джо Крест в ролі Теда Вілера
- Росс Партрідж — Лонні Баєрс[10]
- Роб Морган — офіцер Пауелл
- Джон Пол Рейнольдс — офіцер Каллахан
- Ренді Хейвенс у ролі Скотта Кларка
- Кетрін Дайер — Конні Фрейзер
- Еймі Маллінз — Террі Айвз[11]
- Емі Займец у ролі Беккі Айвз
- Пейтон Віч — Троя[12]
- Тоні Вон у ролі директора Коулмана
- Чарльз Лоулор — містер Мелвальд
- Тінслі та Еністон Прайс у ролі Холлі Вілер
- Кейд Джонс в ролі Джеймса
- Честер Рашінг — Томмі Х.
- Челсі Талмадж у ролі Керол
- Гленеллен Андерсон у ролі Ніколь
- Синтія Баррет в ролі Марші Холланд
- Джеррі Таббс в ролі Дайан Хоппер
- Ель Грем — Сара Хоппер
- Кріс Салліван в ролі Бенні Хаммонда
- Тобіас Єлінек як головний агент
- Роберт Вокер-Браншо як агент ремонтника
- Сьюзен Шалуб Ларкін — Флоренс («Фло»)

## Список епізодів
| № | № (в сезоні) | Назва                                                                         | Режисер      | Сценарій                 | Дата прем'єри |
| --- | ------------ | ----------------------------------------------------------------------------- | ------------ | ------------------------ | ------------- |
| 1 | 1            | «Chapter One: The Vanishing of Will Byers» «Глава 1. Зникнення Вілла Байєрса» | Брати Даффер | Брати Даффер             | 15 липня 2016 |
| У листопаді 1983 року в Хокінсі, Індіана, на вченого нападає невидима істота в лабораторії. 12-річний Вілл Байерс зустрічається з істотою та таємничим чином зникає, повертаючись додому із сеансу Dungeons & Dragons зі своїми друзями Майком Вілером , Дастіном Гендерсоном і Лукасом Синклером. Мати-одиночка Вілла Джойс Баєрс повідомляє про його зникнення начальнику поліції Джим Гопперу, який починає пошук і запевняє Джойс, що майже всіх зниклих дітей швидко знаходять. Директор лабораторії доктор Мартін Бреннер досліджує органічну речовину, що витікає з підвалу лабораторії, стверджуючи, що «дівчинка» не могла піти далеко. Знервована дівчинка в лікарняному халаті заходить до місцевої закусочної. Власник, Бенні, дізнається з татуювання «011» на її руці, що її звуть Одинадцята. Бреннер, спостерігаючи за телефонними лініями, відправляє агентів до закусочної після того, як Бенні дзвонить у соціальну службу. Агенти вбивають Бенні, але Одинадцятій вдається втекти, використовуючи телекінетичні здібності. Телефон Джойс закорочує після таємничого телефонного дзвінка, який, на її думку, від Вілла. Шукаючи Вілла в лісі, Майк, Дастін і Лукас зустрічають Одинадцять. |              |                                                                               |              |                          |               |
| 2 | 2            | «Chapter Two: The Weirdo on Maple Street» «Глава 2. Дивак із Кленової вулиці» | Брати Даффер | Брати Даффер             | 15 липня 2016 |
| Хлопці приводять Одинадцять в будинок Майка, де вони не доходять згоди, що робити з нею. Майк формулює план, щоб Одинадцята звернулася за допомогою до своєї матері Карен, але Одинадцять відмовляється, показуючи, що «погані люди» переслідують її. Брат Вілла Джонатан відвідує свого батька Лонні в Індіанаполісі заради пошуків Вілла, але Лонні дає йому відсіч. Пошукова група Гоппера виявляє біля лабораторії клаптик лікарняного халата. Впізнавши Вілла на фотографії та продемонструвавши її телекінез, Одинадцята переконує хлопців довіряти їй, оскільки вони вірять, що вона зможе знайти Вілла. Використовуючи дошку Dungeons & Dragons, Одинадцята вказує, що Вілл знаходиться на іншій стороні дошки і на нього полює «Демогоргон» (істота з гри). Сестра Майка Ненсі і її подруга Барбара 'Барб' Голланд йдуть на вечірку з хлопцем Ненсі Стівом Гаррінгтоном. Шукаючи Вілла біля будинку Стіва, Джонатан потай фотографує вечірку. Джойс отримує ще один дзвінок від Вілла, чує музику, що грає з його стереосистеми, і бачить істоту, яка проходить крізь стіну. Залишившись одна біля басейну, Барб зазнає нападу Демогоргона і зникає. |              |                                                                               |              |                          |               |
| 3 | 3            | «Chapter Three: Holly, Jolly» «Глава 3. Різдвяні вогні»                       | Шон Леві     | Джессіка Маккленбурґе    | 15 липня 2016 |
| Барб прокидається в Навиворіт — паралельному занедбаному вимірі. Вона намагається втекти, але на неї нападає Демогоргон. Джойс вважає, що Вілл намагається подати знак за допомогою імпульсів у лампочках. Бреннер дозволяє Гопперу переглядати підроблені кадри камери спостереження з ночі зникнення Вілла, що спонукає Гоппера бути уважним до Бреннера, виявляючи його причетність до проекту MKUltra, експерименту ЦРУ щодо потенціалу промивання мозку психоактивними препаратами, і що жінка на ім'я Террі Айвз стверджувала, що вона роками раніше її дочку забрав Бреннер. Одинадцята згадує Бреннера, якого вона називає «татом», що карав її за відмову телекінетично поранити кішку. Стів знищує камеру Джонатана, виявивши фотографії з вечірки. Пізніше Ненсі знаходить фотографію Барб, розуміючи, що вона зникла. Повернувшись до будинку Стіва для розслідування, Ненсі стикається з Демогоргоном, але їй вдається втекти. Джойс малює алфавітну дошку на своїй стіні різдвяними вогнями, дозволяючи Віллу підписати їй, що він «прямо тут» і що їй потрібно «бігти». Вважаючи, що Од знає, де Вілл, хлопці просять її про допомогу. Одинадцята веде їх до каменоломні, якраз тоді, коли пошукова група витягує тіло Вілла з води.                                                                     |              |                                                                               |              |                          |               |
| 4 | 4            | «Chapter Four: The Body» «Глава 4. Тіло»                                      | Шон Леві     | Джастін Добл             | 15 липня 2016 |
| Джойс відмовляється вірити, що тіло, знайдене в каменоломні, належить Віллу. Майк відчуває себе зрадженим Од, поки вона не доводить, що Вілл все ще живий, передаючи його голос через рацію Майка. Хлопчики припускають, що Одинадцята могла би використовувати потужніше радіо в їхній школі, щоб спілкуватися з Віллом. Ненсі помічає фігуру позаду Барб на фотографії Джонатана, яка, як Джонатан розуміє, відповідає опису його матері про Демогоргона. Ненсі розповідає поліції про зникнення Барб. Пізніше вона бореться зі Стівом, який дбає лише про те, щоб не потрапити в неприємності зі своїм батьком. У Гоппера виникають підозри щодо справжності тіла, знайденого в каменоломні, і протистоїть поліцейському, який знайшов труп, поки той не визнає, що йому наказали брехати. Хлопчики пробираються до школи з Одинадцятою, щоб скористатися радіо, поки Джойс чує голос Вілла у стіні своєї вітальні. Зриваючи шпалери, вона бачить його. Одинадцята використовує радіо, щоб передати слова Вілла матері. Гоппер відправляється в морг і виявляє, що тіло — манекен, і, підозрюючи, що в зникненні винен Бреннер, вривається в лабораторію. |              |                                                                               |              |                          |               |
| 5 | 5            | «Chapter Five: The Flea and the Acrobat» «Глава 5. Блоха та акробат»          | Брати Даффер | Елісон Татлок            | 15 липня 2016 |
| Гоппер обшукує лабораторію, де виявляє дивну речовину, але потім його приголомшують охоронці. Хлопчики запитують свого вчителя природничих наук містера Кларка, чи можна подорожувати між альтернативними вимірами, на що він відповідає, що між вимірами може бути теоретична «брама». Гоппер прокидається в своєму будинку і знаходить прихований мікрофон, з чого розуміє, що Джойс весь час була права. Хлопчики йдуть за компасом, сподіваючись, що брама порушують електромагнітне поле Землі. Одинадцята згадує про те, як їх помістили в резервуар із сенсорною депривацією, щоб телепатично підслуховувати людину, яка розмовляє російською; слухаючи, вона натрапила на Демогоргона. Злякавшись знову зіткнутися з Демогоргоном, Одинадцята змінює покази компасів. Лукас неправильно тлумачить це як зраду, що змушує Майка і Лукаса битися, а Одинадцята телекінетично відкидає Лукаса від Майка. Поки Дастін і Майк доглядають за непритомним Лукасом, Одинадцята втікає. Ненсі і Джонатан розробляють план вбивства Демогоргона. Шукаючи істоту в лісі, вони зустрічають пораненого оленя. Ненсі йде за ним через браму в Догоридригом, привертаючи його увагу до себе. |              |                                                                               |              |                          |               |
| 6 | 6            | «Chapter Six: The Monster» «Глава 6. Монстр»                                  | Брати Даффер | Джессі Ніксон-Лопес      | 15 липня 2016 |
| Джонатан тягне Ненсі назад через браму. Тієї ночі Ненсі боїться залишатися одна і просить Джонатана побути в її спальні. Стів, намагаючись помиритися з Ненсі, бачить їх разом через вікно своєї спальні і припускає, що вони зустрічаються. Джойс і Хоппер вистежують Террі Айвз, яка страждає від кататоніки і до неї прибуває її сестра Беккі, яка пояснює, що Террі була учасницею проєкту MKUltra, коли була несвідомо вагітною, і вважає, що її дочка Джейн була викрадена Бреннером при народженні через передбачувані телекінетичні та телепатичні здібності Джейн. Ненсі і Джонатан збирають зброю, щоб вбити Демогоргона, припускаючи, що його приваблює кров. Стів вступає в кулачну бійку з Джонатаном після того, як назвав Ненсі повією. Одинадцята заходить у продуктовий магазин і краде кілька коробок вафель Eggo. У пошуках Одинадцятої, Майк і Дастін потрапляють у засідку групи хуліганів, але їх врятує Одинадцята, використовуючи свої сили, щоб зламати руку одному хуліганові. Одинадцята падає і згадує, як Бреннер попросив зв’язатися з Демогоргоном і це нанавмисне відкрило браму. Вона зі сльозами зізнається Майку, що несе відповідальність за те, що дозволила Демогоргону увійти в цей вимір. Лукас бачить агентів, які вистежили Одинадцяту, які готують засідку на будинок Майка. |              |                                                                               |              |                          |               |
| 7 | 7            | «Chapter Seven: The Bathtub» «Глава 7. Ванна»                                 | Брати Даффер | Джастін Добл             | 15 липня 2016 |
| Лукас попереджає Майка, що агенти шукають Одинадцяту. Майк, Дастін та Одинадцять тікають з дому. Одинадцята телекінетично перевертає один із фургонів агентів, який загороджує їм шлях, і діти тікають. Лукас мириться з Майком та Одинадцятою, а діти ховаються від агентів. Ненсі і Джонатан розкривають Джойсу і Хопперу свої знання про Демогоргона. Група зв’язується з дітьми, і всі зустрічаються в будинку Баєрів. Джойс і Хоппер розуміють, що Одинадцята — це Джейн Айвз. Група просить дівчинку телепатично розшукати Вілла і Барб, але її попередні зусилля ослабили її. Діти вриваються в середню школу і будують імпровізований резервуар сенсорної депривації, щоб посилити здібності Одинадцятої. Вона знаходить Барб мертвою, а Вілла живим, використовуючи телепатію. Розуміючи, що брама знаходяться в підвалі лабораторії, Хоппер і Джойс вриваються в лабораторію, але їх затримують охоронці. Ненсі та Джонатан повертаються до будинку Баєрів, плануючи спіймати та вбити Демогоргона, щоб він не загрожував Джойс та Гопперу. У Навиворіт Демогоргон вривається у відображення форту Вілла. |              |                                                                               |              |                          |               |
| 8 | 8            | «Chapter Eight: The Upside Down» «Глава 8. Догоридригом»                      | Брати Даффер | Брати Даффер, Пол Дігтер | 15 липня 2016 |
| Хоппер, переслідуваний спогадами про смерть своєї дочки Сари від раку роками раніше, передає місцезнаходження Одинадцятої Бреннеру, який натомість дозволяє Гопперу та Джойс увійти в Навиворіт, щоб врятувати Вілла. Ненсі і Джонатан ріжуть собі руки, щоб приманити Демогоргона в будинок Баєрів. Стів приходить саме тоді, коли з’являється Демогоргон. Стів, Ненсі та Джонатан борються з Демогоргоном і запалюють його, змушуючи відступити до паралельного виміру. Тим часом Одинадцята й хлопці ховаються в середній школі, коли Бреннер і його агенти прибувають, щоб викрасти Одинадцяту; вона вбиває більшість із них, перш ніж впасти від виснаження. Демогоргон з'являється і нападає на Бреннера, нібито вбиваючи його. Гоппер і Джойс знаходять Вілла в Догоридригом, без свідомості і з щупальцем у горлі, і отямлюють його. Демогоргон знаходить дітей, а Одинадцята розкладає їх, після чого зникає. Вілл госпіталізований. Через місяць Ненсі знову живе разом зі Стівом, і обидва товаришують із Джонатаном. Вілл відкашлюється слимака і має видіння паралельного виміру, але приховує це від своєї родини. |              |                                                                               |              |                          |               |